# Distretto di Chimboy
Il distretto di Chimboy è uno dei 14 distretti della Repubblica autonoma del Karakalpakstan, in Uzbekistan. Il capoluogo è Chimboy.